# Oreco
Valdemar Rodrigues Martins, genannt Oreco (* 13. Juni 1932 in Santa Maria; †  3. April 1985 in Ituverava, São Paulo), war ein brasilianischer Fußballspieler. Er spielte auf der Position des Linksverteidigers.
Zwischen 1956 und 1961 bestritt Oreco zehn Länderspiele für die brasilianische Nationalmannschaft. Sein größter Erfolg war der Gewinn der Fußball-Weltmeisterschaft 1958. Während des Turniers kam er allerdings nicht zum Einsatz.
Oreco starb 1985 im Alter von 52 Jahren.